# Diócesis de Cástulo
La Sede titular de Cástulo es una Diócesis titular católica.

## Historia
En la Hispania visigoda fue  sede episcopal de la iglesia católica,   sufragánea de la Archidiócesis de Toledo  que comprendía la antigua provincia romana de Cartaginense en la  diócesis de Hispania.La Diócesis de Cástulo-Cazlona fue creada en 350 y suprimida en 400 (aprox.), creándose Sede Episcopal titular de Cástulo.

## Episcopologio
Obispos titulares
- Ángel María Ocampo Berrío, SJ (20 de febrero de 1970 - 10 de marzo de 1973)
- Enrico Bartolucci Panaroni, MCCI (14 de junio de 1973 - 10 de febrero de 1995)
- Riccardo Ruotolo (6 de diciembre de 1995 - 1 de agosto de 2012)
- Adelio Dell’Oro (7 de diciembre de 2012 - 31 de enero de 2015)
- Víctor Alejandro Aguilar Ledesma (1 de diciembre de 2015 - 12 de junio de 2021)